# .cy
.cy is het achtervoegsel van domeinnamen uit Cyprus.
Registraties zijn onder andere mogelijk in deze categorieën:
- ac.cy
- net.cy
- gov.cy
- org.cy
- com.cy